# Down Below
Down Below is een Duitse rockband uit Dessau-Roßlau, opgericht in 2003.

## Biografie
De band is voortgekomen uit twee lokale bands uit Roßlauer, alternatieve-rockband Turn en Dark-metal band Cryptic Carnage. Hun muziek is een mix van alternatieve rock, dark rock en metal. De naam van de band is volgens de bandleden geïnspireerd op het sinistere en duistere gevoel van onder gaan. 
In 2007 heeft de band enkele optredens gedaan, onder andere op Rock am Ring en M'era luna. Ze hebben een contract getekend bij Universal
In februari deed Down Below mee aan het Bundesvision Song Contest 2008, een Duitstalige tegenhanger van het Eurovisiesongfestival. Hierbij treden Duitse bands op uit de verschillende deelstaten. Down Below nam deel namens de deelstaat Saksen-Anhalt

## Bandleden
- Neo Scope: Zang
- Carter: Gitaar
- Convex: Basgitaar
- Mr. Mahony: Drum

## Discographie

### Albums
- 2004 Silent Wings: Eternity (Sony BMG Music Entertainment/Rabazco)
- 2007 Sinfony 23 (Vertigo Records; Re-Release 2008)
- 2009 Wildes Herz (Premium Records)
- 2012 Seichen (Premium Records)
- 2013 Zur Sonne - Zur Freiheit (Oblivion)
- 2015 Mutter Sturm (Oblivion)